# Alfredo Alves
Alfredo Alves Tinoco (né le 2 décembre 1904 à Rio de Janeiro et mort le 4 juillet 1975 dans la même ville) était un joueur de football brésilien.

## Biographie
Durant sa carrière de club, il n'évolue qu'au Vasco da Gama 1929 et 1934.
Au niveau international, il joue en 1934 avec l'équipe du Brésil pendant la coupe du monde 1934 en Italie où il dispute son seul match officiel avec la Seleção contre l'Espagne.

## Palmarès

### Club
- Championnat Carioca (2) :

Vasco de Gama : 1929, 1934